# Autostrada M4 (Wielka Brytania)

Mapa przedstawiająca historię oddawania do użytku poszczególnych odcinków autostrady. Uwaga: Po otwarciu drugiego mostu nad Severn w 1996 roku zmieniono przebieg M4 na nową przeprawę; stary odcinek między węzłami 21 i 23 przemianowano na M48

Porównanie przebiegu autostrady M4 i drogi krajowej A4

Autostrada M4 (ang. Motorway M4) – autostrada w Wielkiej Brytanii o długości 189,5 mili (305 km), łącząca Londyn ze stolicą Walii – Cardiff oraz Swansea. Stanowi część trasy europejskiej E30 mimo braku oznakowania tego odcinka.
Pierwotnie M4 przekraczała rzekę Severn przeprawą Severn Bridge, jednak w latach 90. zbudowano nową przeprawę Second Severn Crossing, natomiast stary odcinek autostrady oznaczono numerem M48.
Jednym z charakterystycznych obiektów znajdujących się w ciągu trasy jest estakada Chiswick Flyover, oddana do użytku we wrześniu 1959 roku pierwotnie jako część drogi A4. W 1964 roku stała się częścią autostrady. Estakada ta uznawana jest za najstarszy odcinek arterii.
M4 łączy się z autostradami M25, A308(M), A404(M), A329(M), M32, M5, M48, M49 oraz A48(M).
Węzły M4/M25 i M4/M5 są jednymi z nielicznych brytyjskich węzłów autostradowych w formie krzyża maltańskiego.
Od 17 grudnia 2018 przejazd mostem nad rzeką Severn jest bezpłatny.

## Trasy europejskie
Autostrada obecnie stanowi fragment nieoznakowanej w Wielkiej Brytanii trasy europejskiej E30. Do połowy lat 80. miała wspólny przebieg z drogą międzynarodową E105.

### Współczesne
| Trasa europejska | Przebieg                              |
| ---------------- | ------------------------------------- |
| E30              | London – Reading – Bristol – Llanelli |

### Historyczne
| Trasa europejska | Przebieg                                                                           |
| ---------------- | ---------------------------------------------------------------------------------- |
| E105             | - London – Reading – Swindon – Bristol – Newport – Cardiff - Port Talbot – Swansea |

## Miasta znajdujące się na trasie autostrady
- Londyn
- Reading
- Swindon
- Bristol
- Cardiff
- Bridgend
- Swansea
- Llanelli